# هجوم الربيع 1975

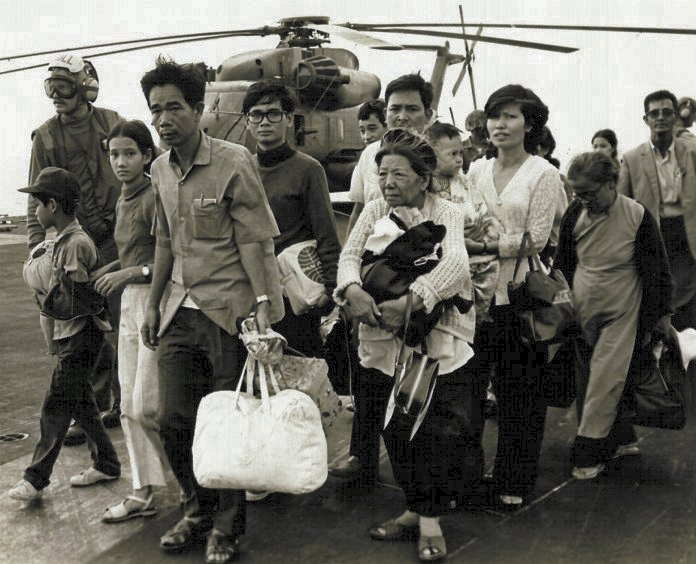
لاجئون فيتناميون

كان هجوم ربيع 1975، المعروف رسميًا باسم الهجوم العام وانتفاضة ربيع 1975 آخر حملة فيتنامية شمالية في حرب فيتنام، قادت إلى استسلام جنوب فيتنام. بعد النجاح الأولي في الاستيلاء على مقاطعة فوك لونغ، زادت القيادة الفيتنامية الشمالية من نطاق هجوم الجيش الشعبي الفيتنامي واستولت على مدينة المرتفعات الوسطى الرئيسية بيون ما تيو بين 10 و18 مارس. كان غرض هذه العمليات أن تكون تحضيرًا لشن هجوم عام سنة 1976.
بعد الهجوم على بيون ما تيو، أدركت جمهورية فيتنام أنها لم تعد قادرة على الدفاع عن البلاد بأكملها وأمرت بانسحاب استراتيجي من المرتفعات الوسطى. كان الانسحاب كارثة، إذ فر اللاجئون المدنيون تحت نيران الجنود، غالبًا على طول طريق سريع واحد يمتد من المرتفعات إلى الساحل. وتفاقم الوضع بسبب الأوامر المربكة، وانعدام القيادة والسيطرة، وعدوانية العدو وقيادته المحكمة، ما أدى إلى هزيمة ماحقة وتدمير الجزء الأكبر من القوات الفيتنامية الجنوبية في المرتفعات الوسطى. وحدث انهيار مماثل في المحافظات الشمالية.
نقلت فيتنام الشمالية الجزء الأكبر من قواتها أكثر من 560 كم جنوبًا بهدف الاستيلاء على العاصمة الفيتنامية الجنوبية سايغون في وقت مناسب للاحتفال بعيد ميلاد رئيسهم الراحل هوشي منه وإنهاء الحرب. أعادت القوات الفيتنامية الجنوبية تجميع صفوفها حول العاصمة ودافعت عن مراكز النقل الرئيسية في بان رانج وزوان لوك، لكن فقدان الإرادة السياسية والعسكرية لمواصلة القتال أصبح أكثر وضوحًا. تحت الضغط السياسي، استقال الرئيس الفيتنامي الجنوبي نجوين فون ثيو في 21 أبريل،على أمل أن يتمكن زعيم جديد أكثر استعدادًا للفيتناميين الشماليين من إعادة فتح المفاوضات معهم. ومع ذلك، فقد فات الأوان. في غضون ذلك، ظل جنوب غرب سايغون الرابع فيلقًا مستقرًا نسبيًا إذ منعت قواته بقوة وحدات فيت كونج من الاستيلاء على أي عواصم إقليمية. مع دخول قادة الجيش الشعبي الفيتنامي بالفعل سايغون، استسلمت الحكومة الفيتنامية الجنوبية، ثم تحت قيادة ديونج فان منه، في 30 أبريل 1975.

## مقدمات

### الاستراتيجيات
لم يؤد توقيع اتفاقيات باريس للسلام في يناير 1973 إلى إنهاء القتال في جنوب فيتنام، إذ انتهك الجانبان وقف إطلاق النار وحاولا السيطرة على أكبر مساحة ممكنة من الأراضي. عنى الاحتلال السيطرة على السكان في أي مفاوضات مستقبلية أو جهود إعادة التوحيد. لم يندلع القتال على نطاق ضيق، إذ تضمنت حملة الفيتناميين الشمالية المكونة من ثلاث مراحل «الاستيلاء على الأراضي والسكان» أربع هجمات بحجم الفرقة للاستيلاء على مواقع مفيدة استراتيجيًا. كُلفت اللجنة الدولية للرقابة والإشراف،المُنشأة بموجب بروتوكول اتفاقية باريس، بمهمة مراقبة تنفيذ وقف إطلاق النار. ومع ذلك، فإن مبادئ عدم التشاور والوحدة بين الأعضاء أدت إلى افتقاد أي جهد للسيطرة على الوضع أو لوقف انتهاكات وقف إطلاق النار، وتوقفت المحكمة الجنائية الدولية عن العمل بأي طريقة ذات مغزى خلال بضعة أشهر من إنشائها.
في نهاية عام 1973، دار نقاش جاد بين قيادة هانوي حول السياسة العسكرية المستقبلية إذ اجتمعت اللجنة المركزية للحزب الشيوعي الفيتنامي لتقييم التقدم المحرز في جهودها في الجنوب. حث الجنرال فين تيان دونج، رئيس أركان الجيش الشعبي الفيتنامي، ووزير الدفاع فينغوين جياب بشدة على استئناف العمليات العسكرية التقليدية، محذرين من أن زيادة السلبية ستؤثر في معنويات الجيش. رئيس الوزراء بم فان دونج، مع ذلك، خشي أن استئناف العمليات من شأنه أن يستنزف الموارد الحيوية اللازمة لإعادة الإعمار في الشمال.